# Edna Goodrich
Pour les articles homonymes, voir Goodrich.
Edna Goodrich (née Bessie Edna Stevens le 22 décembre 1883 à Logansport (Indiana), morte le 26 mai 1972 à New York) est une actrice de théâtre et de cinéma, et auteur américaine.

## Biographie
Fille de Nellie Goodrich et A.S. Stevens, elle a été élevée par son arrière-grand-père Abner Scott Thornton. Lorsqu'elle atteint sa majorité, elle déménage avec sa mère à New York. Après avoir joué dans plusieurs pièces à Broadway où elle fait ses débuts dans la comédie musicale The Runaways, elle se lance dans le cinéma avec les réalisateurs George Melford et Frank Lloyd. Elle s'est mariée avec Edwin Stacey de Cinncinnati, puis avec l'acteur Nat C. Goodwin (en). Elle se retire du métier d'actrice en 1918.

## Théâtre
- 1903 : The Runaways
- 1903 : Mam'selle Napoleon
- 1905 : A Jolly Baron
- 1905 : The Rollicking Girl (en)
- 1906 : The Genius
- 1908 : The Easterner

## Filmographie partielle

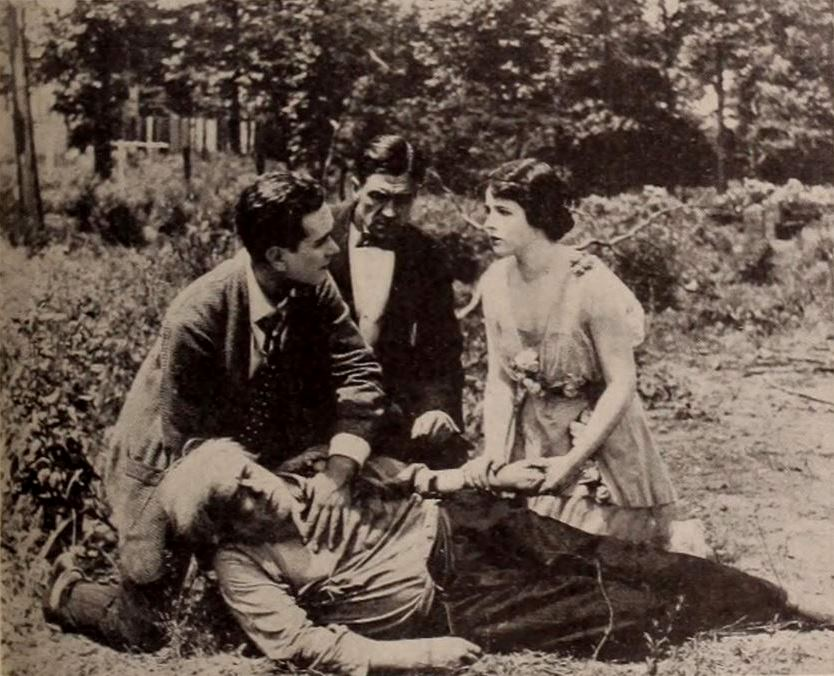
Edna Goodrich dans Daughter of Maryland.

- 1915 : Armstrong's Wife de George Melford : May Fielding
- 1916 : Madeleine (The Making of Maddalena) de Frank Lloyd : Maddalena
- 1916 : The House of Lies de William Desmond Taylor : Edna Coleman
- 1917 : Reputation de John B. O'Brien : Constance Bennett
- 1917 : Daughter of Maryland de John B. O'Brien : Beth Treadway
- 1917 : Mademoiselle Duchesse d'Albert Capellani : Virginia Lee
- 1917 : Queen X de John B. O'Brien : La Reine X
- 1917 : Her Second Husband de Dell Henderson : Helen Kirby
- 1918 : Who Loved Him Best? de Dell Henderson : Doria Dane
- 1918 : Her Husband's Honor de Burton L. King : Nancy Page
- 1918 : Treason de Burton L. King : l'épouse

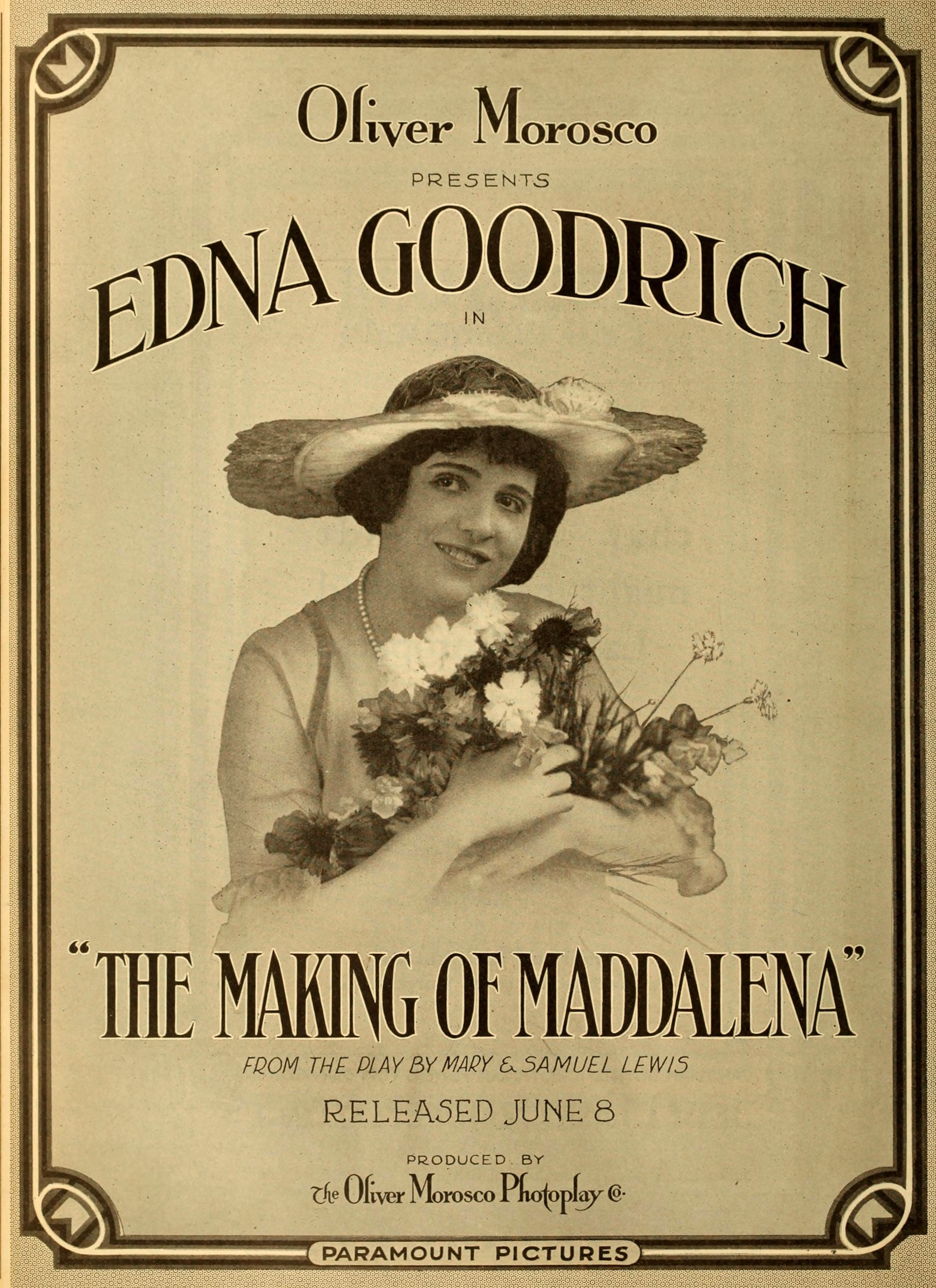
The Making of Maddalena (1916).
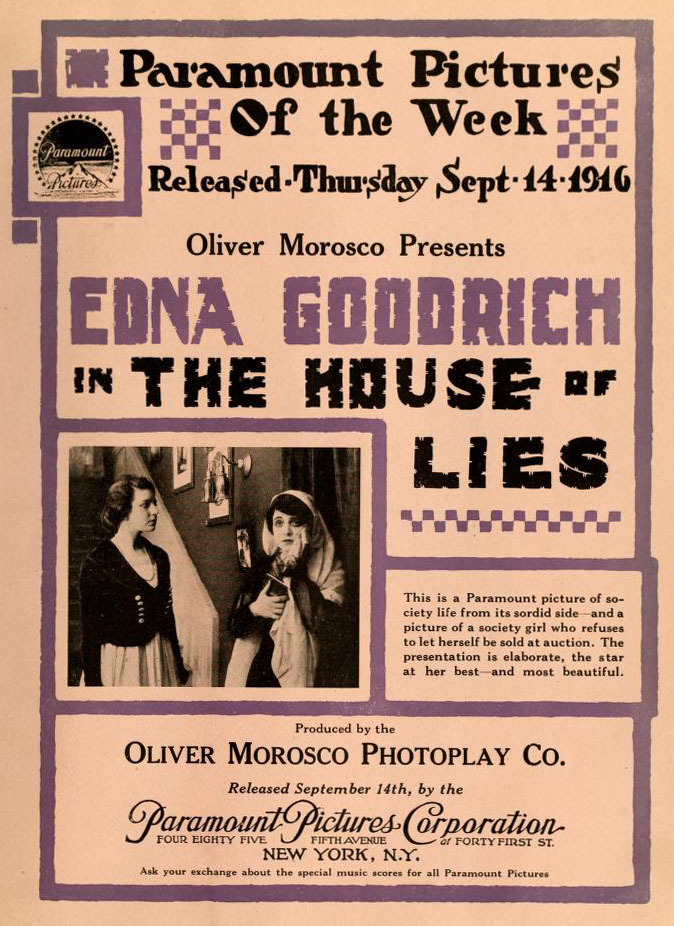
The House of Lies (1916).
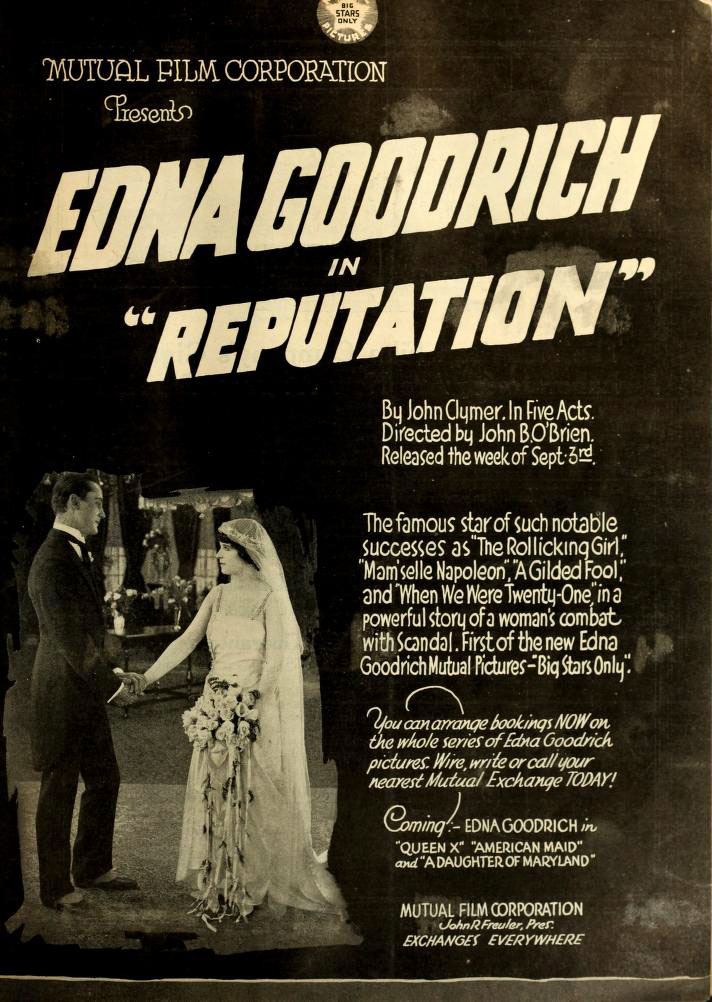
Reputation (1917).
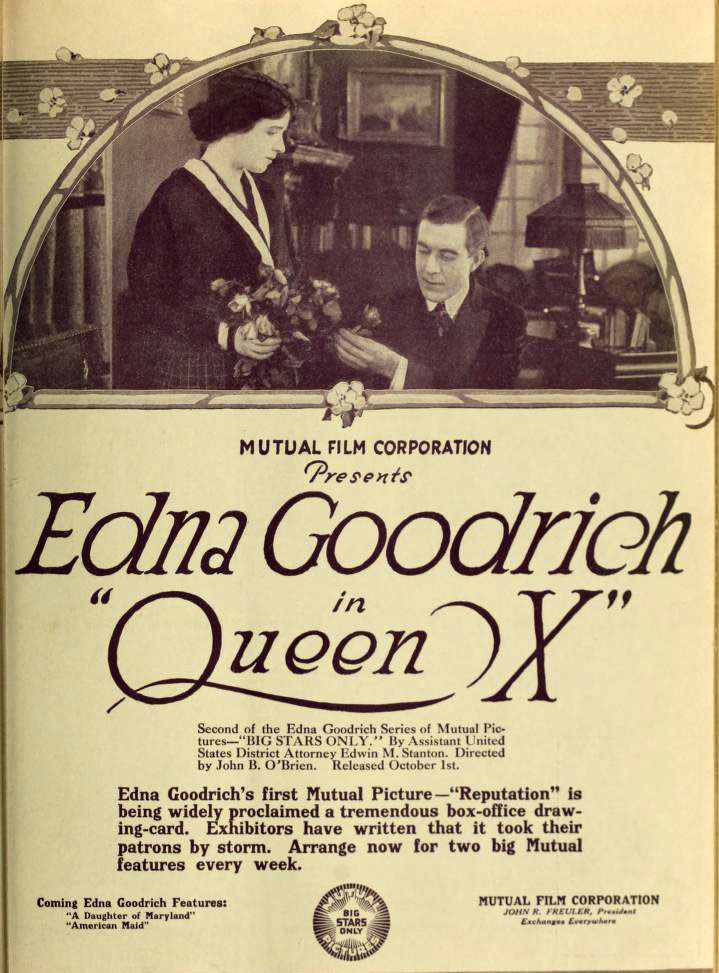
Queen X (1917).

## Auteur
- Deynard's Divorce (1912)[2]